# Джорджеску-Реген, Николас
Николас (Николае) Джорджеску-Реген (англ. Nicholas Georgescu-Roegen, рум. Nicolae Georgescu; 4 февраля 1906 года, Констанца — 30 октября 1994 года, Нашвилл, шт. Теннесси) — румынский экономист, математик и статистик.

## Биография
Учился в Бухарестском и Парижском университетах. Преподавал в Бухаресте; в 1948 году эмигрировал в США, где работал в Университете Вандербильта (Нашвилл). Входит в список «ста крупнейших экономистов после Кейнса» по версии Марка Блауга. В честь ученого Южной экономической ассоциацией с 1987 года вручается премия Джорджеску-Регена.
Основные произведения:
- «Экономическая теория и аграрная экономика» (Economic Theory and Agrarian Economics, 1960);
- «Закон энтропии и экономический процесс» (The Entropy Law and the Economic Process, 1971);
- «Энергия и экономические мифы: институциональные и аналитические экономические эссе» (Energy and Economic Myths: Institutional and analytical economic essays, 1976).